# Stan Kirsch
Stan Kirsch, született Stanley Benjamin Kirsch (New York, 1968. július 15. – Los Angeles, 2020. január 11.) amerikai színész.

## Filmjei
Mozifilmek
- Shark in a Bottle (1999)
- The Flunky (2000)
- Üzenet a túlvilágról (Shallow Ground) (2004)
- A mélység foglyai (Deep Rescue) (2005)

Rövidfilmek
- Reason Thirteen (1998)
- Straight Eye: The Movie (2004, forgatókönyvíró, rendező is)
- Saw Rebirth (2005)
- Matumbo Goldberg (2009)

Tv-filmek
- The Streets of Beverly Hills (1992)
- Home Song (1996)
- Lángoló égbolt (The Sky's On Fire) (1998)

Tv-sorozatok
- Riders in the Sky (1991)
- True Colors (1992, egy epizódban)
- Hegylakó (Highlander: The Series) (1992–1998, 107 epizódban)
- CBS Schoolbreak Special (1992, egy epizódban)
- Jóbarátok (Friends) (1995, egy epizódban)
- ABC Afterschool Special (1995, egy epizódban)
- JAG – Becsületbeli ügyek (JAG) (1996, 2001, két epizódban)
- Szerelemhajó (Love Boat: The Next Wave) (1999, egy epizódban)
- Rejtélyes igazságok (Beyond Belief: Fact or Fiction) (2000, egy epizódban)
- Családjogi esetek (Family Law) (2000, egy epizódban)
- Az igazság napja (First Monday) (2002, egy epizódban)
- Invincible (2008, hat epizódban)